# Asahi, Mie
Asahi (japanska: 朝日町?, Asahi-chō) är en landskommun (köping) i Mie prefektur i Japan.  